# Александровка (Саргатский район)
Александровка ( уличное название  Адриановка ) — деревня в Саргатском районе Омской области. В составе Хохловского сельского поселения.

## История
Основана в 1891 г. В 1928 г. состояла из 80 хозяйств, основное население — русские. В составе Беспаловского сельсовета Саргатского района Омского округа Сибирского края.
Церковь однопрестольная, во имя святого Благоверного Князя Александра Невского, окончена постройкою на средства фонда Имени Государя Императора Александра III в 1902 году.; освящена 15 мая 1902 года. Зданием деревянная на каменном фундаменте, в одной связи с колокольнею, снаружи обшита тесом и окрашена белою краскою, покрыта железом. Местночтимых икон не было. Имелась церковно-приходская школа.

## Население
| 1926 | 2010 |
| ---- | ---- |
| 433  | ↘15  |